# Dalmand
Dalmand is een plaats (község) en gemeente in het Hongaarse comitaat Tolna. Dalmand telt 1470 inwoners (2001).

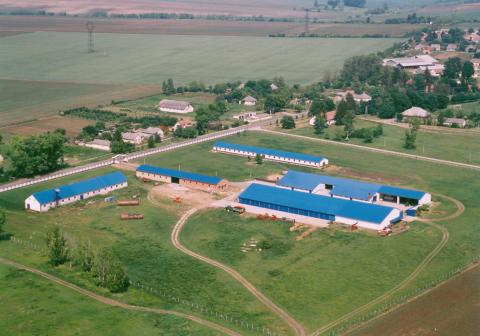
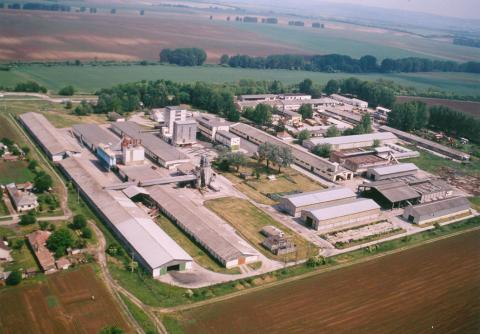
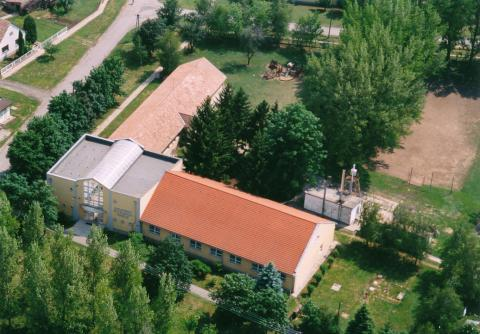